# Ronny Rothenberger
Ronny Rothenberger (* 1944 oder 1945) ist ein ehemaliger deutscher Squashspieler.

## Karriere
Als Jugendlicher spielte Rothenberger vor allem Tennis und nahm unter anderen am Orange Bowl teil. Er lebte nacheinander zehn Jahre in Puerto Rico und in Kanada. In Toronto begann er mit dem Squashsport und war fortan vor allem in den 1970er-Jahren als Squashspieler aktiv. Mit der deutschen Nationalmannschaft nahm er an den Europameisterschaften 1974, 1975 und 1976 teil. In insgesamt 15 Partien gelangen ihm dabei sechs Siege, davon je drei in den Jahren 1975 und 1976. Von 1976 bis 1978 wurde Rothenberger dreimal in Folge Deutscher Meister.
Rothenberger ist Betreiber des Sporthotels Racket Inn in Hamburg. 1976 baute er auf dem heutigen Gelände zunächst zehn Tennisplätze im Freien, ein Clubhaus sowie Squashcourts. 1982 folgte ein Hotelbau mit den ersten zehn Zimmern, bis 2017 wuchs die Zahl auf 50 Zimmer an. Die Anlage verfügt über einen eigenen Tennisverein.

## Erfolge
- Deutscher Meister: 3 Titel (1976–1978)